# Nauwigewauk
Nauwigewauk est un village canadien du Nouveau-Brunswick, situé dans le Comté de Kings. Il est une autorité taxatrice du district de services locaux de la Paroisse d'Hampton.

## Toponyme
Nauwigewauk fut nommé ainsi en 1858 par les commissaires du Chemin de fer European & North American d'après Nahwijewauk, le nom malécite de la rivière Hammond.

## Géographie

### Villages et hameaux
Nauwigewauk comprend les hameaux suivants: Bonney Road, Darlings Island, Hampton et Nauwigewauk.

## Administration

### Représentation et tendances politiques
Nouveau-Brunswick: Nauwigewauk fait partie de la circonscription provinciale de Hampton-Kings, qui est représentée à l'Assemblée législative du Nouveau-Brunswick par Bev Harrison, du Parti progressiste-conservateur. Il fut élu 1999 puis réélu en 2003, en 2006 et en 2010.
 Canada: Nauwigewauk fait partie de la circonscription fédérale de Fundy Royal, qui est représentée à la Chambre des communes du Canada par Rob Moore, du Parti conservateur. Il fut élu lors de la 38e élection générale, en 2004, puis réélu en 2006 et en 2008.

## Infrastructures et services
Nauwigewauk possède une caserne de pompiers.